# 皮耶-托馬-尼寇拉·余赫多
皮耶-托馬-尼寇拉·余赫多（法語：Pierre-Thomas-Nicolas Hurtaut，發音：[pjɛʁ tɔma nikɔla yʁto]；1719年4月17日—1791年5月5日）是一位18世紀的法國歷史學家、語言學家和作家。

## 經歷
作為一名馬商的兒子，余赫多在1748年成為巴黎軍事學校的拉丁語教師，並出版了他的第一本書《阿涅爾之旅》（Le Voyage d'Aniers）。
除了語言和歷史，他也涉略醫學、生理學，並有相關著作傳世。余赫多擅長假嚴謹之例證與生動之文筆，進行幽默無厘頭的偽科學論述，包括《放屁的藝術》和《對月經量的藥物測試》（Essaidemédecineurle flux menstruel）。

## 著作
- 1748年：《阿涅爾之旅》
- 1750年：《英國婚禮一瞥》
- 1751年：《放屁的藝術》
- 1754年：《對月經量的藥物測試》
- 1770年：《命運的契約》
- 1774年：《歐洲主權的歷史圖像》
- 1775年：《墨洛溫王朝歷史概述》
- 1775年：《法語同音詞典》
- 1779年：《巴黎市及其周邊地區的歷史詞典》